# Regan Gough
Regan Gough (6 d'octubre de 1996) és un ciclista de Nova Zelanda ja retirat. Combinà la carretera amb la pista on s'ha proclamat Campió del món de persecució per equips. En carretera destaca el campionat de Nova Zelanda en contrarellotge.

## Palmarès en pista
- 2013
  -  Campió de Nova Zelanda júnior en Puntuació
- 2014
  -  Campió del món júnior en Puntuació
  -  Campió del món júnior en Madison (amb Luke Mudgway)
  -  Campió de Nova Zelanda júnior en Persecució
- 2015
  -  Campió del món en Persecució per equips, amb Pieter Bulling, Dylan Kennett, Alex Frame i Marc Ryan
- 2020
  -  Campió de Nova Zelanda d'eliminació
- 2021
  -  Campió de Nova Zelanda d'americana (amb Tom Sexton)
  -  Campió de Nova Zelanda d'òmnium

## Palmarès en carretera
- 2016
  - Vencedor d'una etapa al Tour de Southland
- 2017
  -  Campió de Nova Zelanda sub-23 en contrarellotge
  - Vencedor d'una etapa a l'An Post Rás
- 2022
  -  Campió de Nova Zelanda en contrarellotge